# 穆托讷
穆托讷（法語：Moutonne，法語發音：[mutɔn]）是法国汝拉省的一个市镇，属于隆斯勒索涅区。

## 地理
穆托讷（46°31'42"N, 5°33'35"E）面积3.99 平方千米，位于法国勃艮第-弗朗什-孔泰大區汝拉省，该省份为法国东部内陆省份，北起上索恩省，西北接科多尔省，西临索恩-卢瓦尔省，南至安省，东与杜省和瑞士接壤。
与穆托讷接壤的市镇（或旧市镇、城区）包括：雷图斯、贝菲亚、沙韦里亚、奥热莱、普雷西伊。

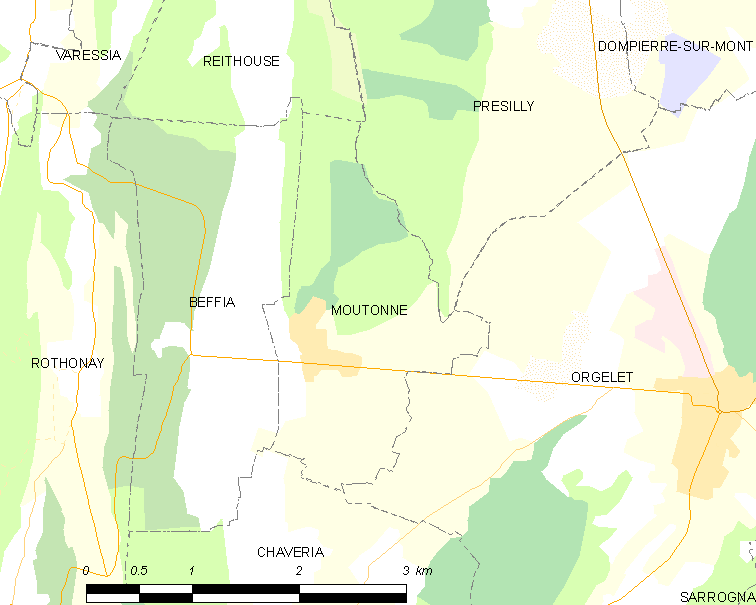
穆托讷的OSM定位图

穆托讷的时区为UTC+01:00、UTC+02:00（夏令时）。

## 行政
穆托讷的邮政编码为39270，INSEE市镇编码为39375。

## 政治
穆托讷所属的省级选区为穆瓦朗昂蒙塔涅县。

## 人口

1962-2008年间穆托讷人口变化图示

穆托讷于2022年1月1日时的人口数量为129人。